# Klængur Þorsteinsson
Klængur Þorsteinsson (deutsch Klangur Thorsteinsson) (* 1102; † 28. Februar 1176) war Bischof von Skálholt im Süden von Island.

## Herkunft
Der Bischof stammte aus einer der renommiertesten Familien Islands, der Reyknesingar-Familie. Seine Mutter war auf dem reichen Hof Reykhólar am Breiðafjörður geboren.

## Wahl und Bischofsweihe
Eigentlich war nach dem plötzlichen Tod von Magnús Einarsson ein gewisser Hallur Teitsson zum nächsten Bischof auf diesem Bischofssitz gewählt worden. Er war aber 1150 in Holland verstorben.
Daraufhin wurde Klængur Þorsteinsson gewählt. Er stammte aus dem Norden von Island und war Priester auf dem renommierten Hof und Bischofssitz Hólar í Hjaltadal gewesen.
Am 6. April 1152 wurde er von dem Erzbischof Eskil von Lund in Schweden am Ort des Erzbischofssitzes zum Bischof von Skálholt geweiht.

## Wirken des Bischofs

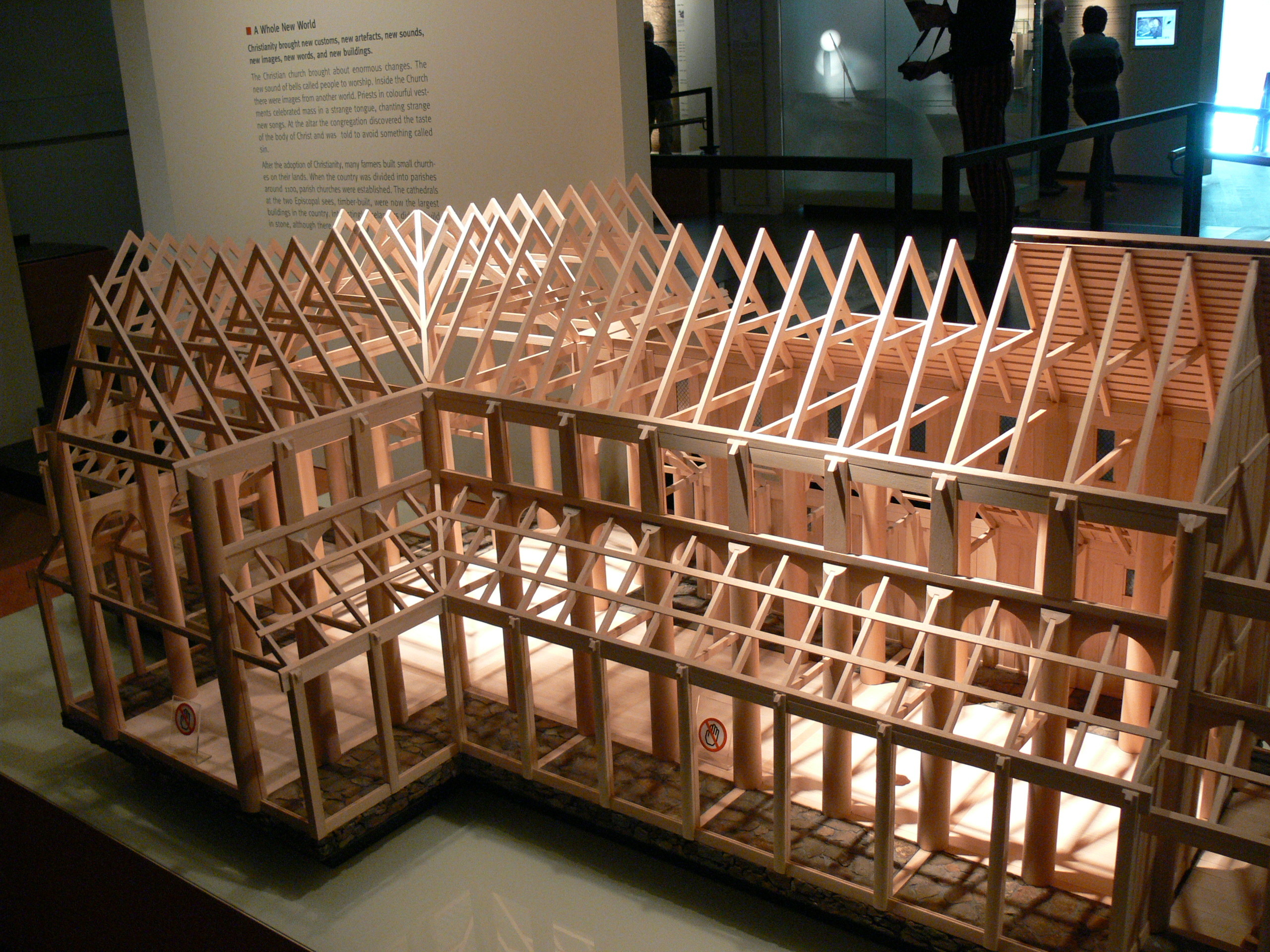
Modell einer mittelalterlichen isländischen Stabkirche, Nationalmuseum, Reykjavík

Bekannt war Bischof Klængur für seine Gelehrsamkeit und seine Begabung als Dichter.
Aber Berühmtheit erlangte er durch die riesige Kirche, die er nach seiner Weihe in Skálholt errichten ließ. Wie man heute weiß, handelte es sich um eine Stabkirche in norwegischem Stil. Deren Holz wurde auf zwei Schiffen aus Norwegen importiert. Sie wurde erst nach dem Tode von Bischof Klængur vollendet. Ihre Maße waren: 48,5 m in der Länge, 22 m in der Breite und 13,5 m in der Höhe. Diese Kirche galt lange als das bedeutendste Gebäude in Island, bis sie 1309 infolge eines Blitzschlags niederbrannte.
Schließlich gilt er auch als Begründer von Þykkvabæjarklaustur und dem Kloster Flatey (das später auf den Helgafell bei Stykkishólmur verlegt wurde).
Als Nachfolger erwählte er selbst Þorlákur Þórhallsson.